# (1390) Abastumani
Abastumani es el asteroide número 1390 perteneciente al cinturón exterior de asteroides. Fue descubierto por la astrónoma Pelagueya Shain desde el observatorio de Simeiz, el 3 de octubre de 1935. Su designación alternativa es 1935 TA. Está nombrado por Abastumani, una ciudad balneario de Georgia. Es uno de los últimos asteroides descubiertos del cinturón principal con más de 100 kilómetros de diámetro.